# Harutaeographa castaneipennis
Harutaeographa castaneipennis là một loài bướm đêm trong họ Noctuidae.